# Stazione di Jiyūgaoka (Tokyo)
La stazione di Jiyūgaoka (自由が丘駅?, Jiyūgaoka-eki) è una stazione ferroviaria di Tokyo che si trova a Meguro ed è servita dalle linee ● Tōyoko e ● Ōimachi.

## Linee
Tōkyū Corporation
● Linea Tōkyū Tōyoko
● Linea Tōkyū Ōimachi

## Struttura
La stazione è costituita da due binari in superficie per la linea Ōimachi, e di quattro su viadotto per la linea Tōyoko.
| 1   | ● Linea Tōkyū Ōimachi |  | per Futako-Tamagawa e Mizonokuchi                                                                                        |
| 2   | ● Linea Tōkyū Ōimachi |  | per Ōokayama, Hatanodai, Nakanobu e Ōimachi                                                                              |
| 3-4 | ● Linea Tōkyū Tōyoko  |  | per Musashi-Kosugi, Yokohama e, via linea Minatomirai, Motomachi-Chūkagai                                                |
| 5-6 | ● Linea Tōkyū Tōyoko  |  | per Shibuya e, via linea Fukutoshin, Ikebukuro, via linea Seibu Ikebukuro, Tokorozawa e, via linea Tōbu Tōjō, Kawagoeshi |

## Stazioni adiacenti
| «                   | Servizio                             | »                  |
| Linea Tōkyū Tōyoko  | Linea Tōkyū Tōyoko                   | Linea Tōkyū Tōyoko |
| ------------------- | ------------------------------------ | ------------------ |
| Toritsudaigaku      | Locale                               | Den-en-chōfu       |
| Gakugeidaigaku      | Espresso                             | Den-en-chōfu       |
| Naka-Meguro         | Espresso pendolari Espresso Limitato | Musashi-Kosugi     |
| Linea Tōkyū Ōimachi |                                      |                    |
| Midorigaoka         | Locale A                             | Kuhombutsu         |
| Midorigaoka         | Locale B                             | Kuhombutsu         |
| Ōokayama            | Espresso                             | Futako-Tamagawa    |